# 不愉快的妖怪庵
《不愉快的妖怪庵》（日語：不機嫌なモノノケ庵），又譯為「憂鬱的物怪庵」和「憂鬱的怪物庵」，是日本漫畫家作畫的少年漫畫作品，於2013年9月開始在網絡漫畫雜誌《GANGAN ONLINE》連載。2019年1月6日播放第二季。

## 故事簡介
平凡的高中生蘆屋花繪，妖怪附身後，在保健室裡遇見了兩坪大的茶室「妖怪庵」之主——安倍晴齋，並且經由驅妖的契機，成為了奉公人的蘆屋，開始了協助驅妖並且償還債務的生活。

## 登場角色

### 妖怪庵
蘆屋花繪
配音：梶裕貴
高一生。家庭經營花店。因妖怪毛茸茸的糾纏，而向妖怪庵請求驅妖，事後反而與毛茸茸成為朋友，為了償還以隱世通貨計價的驅妖費100萬「怨」，不得已到妖怪庵打工，常被安倍戲稱是五歲兒童。掛念毛茸茸而到隱世一遊，卻在街上被誤以為是小偷，所幸毛茸茸出現救了他。但毛茸茸卻被打傷，看到被打傷的毛茸茸，從而引發出花繪體內隱藏的不知名的力量，震懾住了水豚老闆。之後安倍奉命帶著花繪去見隱世的掌權人之一的「立法」允准和下令花繪和毛茸茸成為妖怪庵的奉公人，并立法特許妖怪庵奉公人通過妖怪庵進入隱世。一度失去視妖的視力，遭安倍解僱，後來在安倍、毛茸茸和眾妖的協助下恢復視妖能力。與妖怪毛茸茸感情甚好。
自從被變換為鳥類型態的妖怪「行政」嚇到後，花繪的妖怪感知能力增強，使用感知時會頭暈。經過合宿訓練後，使用感知能力不再頭暈。曾無意識使出「威光」，而嚇到彌彥。「威光」是可以令妖怪俯首聽命的最強絕招，但是如果使用不當可能會殺死妖怪。
後來得知，威光並非是與生俱來，而是前代妖怪庵之主化身為其父榮將其交付，後來榮的意識多次顯現，花繪也從其中的記憶找出作祟的封印方法，並因此得知榮的死因是使用威光，導致寄生樹的免疫反應而分泌出的樹汁融化身體而死。
安倍晴齋
配音：前野智昭
妖怪庵第二代主人，暱稱：齋/伊月（いつき），擁有打開隱世之門的力量，但一天只能開啟兩次，第二次關閉後會入睡。得知花繪姓氏後，為他驅妖並強邀花繪打工還債。對人類主持妖怪庵感到不安，也對花繪與妖怪過於要好感到擔憂。對人妖之間的衝突和人類的不理解，抱著消極的態度，隨著花繪的來到逐漸轉變，也變得開始重視與人類之間的關係。
長相十分成熟，但其實跟花繪一樣都是高中生甚至於是同班，而讓花繪驚訝不已。
個性十分傲嬌，表面上不在乎但實則非常關心蘆屋。
傳聞妖怪庵第一代主人是死在安倍手上，但真相目前尚未明朗，本人也不願提及此事。
後來在花繪告知榮的記憶與死因，從中得到治癒作祟的方法，也就是患者本身必須先吞服特效藥，待寄生樹因激烈的免疫反應而虛弱時，再以威光加以封印。
妖怪庵
妖怪庵實際上也是妖怪，按述前主人也是妖怪。在掛軸顯示文字來對話，會搖響風鈴示意。喜歡使用顏文字、符號，甚至會用漫畫對話框。喜歡花繪。
花繪曾在動畫版預告中好奇妖怪庵是怎麼學會顏文字和符號的，但此問題被安倍給無視。
毛茸茸
配音：諏訪彩花
花繪最初遇到的妖怪，按安倍所述，因為現代的人類很少人能夠看到妖怪，這些生前與人類在一起的生命，死亡後在遭無視的人海中寂寞而孤單，故它發現花繪能見到妖怪後死纏不放，後來順利回到隱世。後來在隱世和花繪等再次相遇，並成為妖怪庵奉公人。與花繪感情極佳，並有可能是花繪擁有視妖能力的契機，後來協助使得一度失去視妖能力的花繪重獲能力。喜好玩皮球。平時不會說話，卻對花繪說了兩次謝謝你，只有花繪才聽得到。

### 現世
藤原禪子
配音：高垣彩陽
寺廟住持之女。與花繪等同校。初次時與花繪等人因三地藏事件相識，被彌彥咬傷中了詛咒，彌彥要求陪他玩「捉迷藏」才肯幫她解咒，被咬傷之後，獲得微弱的視妖能力。
平時個性非常穩重，但對住持的父親語氣很嚴厲，經常以母親壓制他。
在彌彥住在自家寺廟後出場率大增，成為妖怪庵的第四位準成員之一，有時會協助安倍和花繪一同解決問題。
彌彥
配音：大谷育江
妖狐。以前是安倍的童年玩伴，後來日久生疏。
因聽聞安倍弒主，前來探查，刻意咬傷禪子並與安倍等人相約在寺院墓地抓迷藏。咬傷禪子的事件後，住進藤原家主持的寺廟幫忙。
貪吃、好玩、小器，尤其對花繪相對計較。
喜歡現世，不願意到隱世。
後來與小妖怪小不點相遇，在小不點邀請一同回去隱世時，透露出不是不想回，而是無法回到隱世。因為是隱世公主的哥哥，兩妖要維持現世與隱世平衡，故彌彥無法回到隱世。
嵯峨則人
配音：八代拓
花繪的同班同學。
伏見慎士
配音：本橋大輔
花繪的同班同學。
萬次郎之妻
配音：鈴木黎子
在河川附近丟失丈夫死後一直佩戴的女方結婚戒指。安倍和蘆屋成功將重要的戒指親自交付歸還。

### 隱世
甲羅
配音：日笠陽子
龜藥堂主人。少數知道安倍是人類的隱世者之一。
對別人總是以藥材性能來評頭論足。
隱世中唯一能製作壓制寄生樹之藥的藥師，但實際上是過往一隻妖怪臨死前將自己的遺骸託付給她進行研究，並以此寄生樹生成的種子製作引發寄生樹過度免疫反應的藥。
在安倍與蘆屋的請託下告知藥的秘密，並要求兩人將能徹底治好作祟的方法以此作為交換。
雫
配音：橋本千波
在龜藥堂工作的少女。個性迷糊。喜歡河原，立法之妹。

### 掌管隱世的三大權力者
立法
配音：諏訪部順一
隱世的立法者，可制訂法律。是少數知道安倍真實身份的人。
住在蠑螈池，雫的哥哥，本身是重度妹控。
長相美型，聲音迷人但私下卻煙、酒、賭、色樣樣不拒。
本來好奇花繪為什麼會突然看見妖怪，後來直接立法要求晴齋將花繪與毛茸茸正式升為妖怪庵的奉公人，但後來發現到花繪有著連晴齋也沒有的特殊能力，是繼晴齋後第二個擁有威光的人類。
聖誕節的時候將特效藥當成禮物送給晴齋，希望能派上用場。
司法
配音：下野紘
隱世的司法者，負責裁決違反法律者。是少數知道安倍真實身份的人。
住在白洲獄，能變換為類似老虎的妖怪型態。
曾經接受過花繪的幫助，以老虎型態載花繪去鳴禽籠。
後來因為花繪的存在導致立法與行政產生爭執，因此後續作出裁決，以花繪若是來到隱世，她就必須隨行，沒有的幾次是花繪與晴齋前往寄生樹生長的樹林，與去拜見隱世姬的時候。
行政
配音：遊佐浩二
隱世的行政者。能變換為類似鳥類的妖怪型態。是少數知道安倍真實身份的人。
住在鳴禽籠，討厭人類，相較於立法和司法，反對身為人類的花繪能自由出入隱世。
話雖如此，隱世中的圖書館卻是他為了晴齋而設的，學校也是他給予建議建立的。

### 其他妖怪
安倍他們曾經協助的妖怪。後來蘆屋喪失視妖能力時，除友利目盲不方便、翁本處現世外，他們都特意從隱世出來協助。
嘰嘰嘰老大
配音：立木文彥
樹妖，在學校的空教室中遭寄生樹寄生。派出手下四下尋找怪物庵主人，希望枯萎前將手下送歸隱世。因為花繪而讓絕望的他鼓起勇氣，慎重地考慮後吃下安倍給的藥，經歷劇烈苦痛後成功回返隱世。
三地藏
配音：一條和矢
本身無法做表情，靠著三面面具表達情感，分別為喜、怒、哀。亡失喜的面具後，請求怪物庵代他取回面具。同時也提醒安倍「蘆屋大人很危險」。
萬次郎
配音：寺杣昌紀
鰻魚型妖怪，附身在鰻魚店已故老闆的婚戒上。因鰻魚店老闆娘遺失婚戒故向怪物庵求助，但屢尋不獲。在現世時，不能離開男方婚戒太遠，否則身體會膨脹變大，不得不驅除回隱世，名字跟鰻魚店已故店長一樣，但無法確定是否為同一人。
從松
配音：谷山紀章
鳥形妖怪，安茂公主的僕從，對安茂公主一往情深，每次在公主憂鬱時守護其卵。對公主的見異思遷，似乎沒有辦法。
安茂公主
配音：大西沙織
鳥形妖怪，據從松所述，號稱美色無雙，傾倒眾生。天性見一個愛一個，尤愛帥哥，守備範圍從貓狗鳥獸到噴射機都能接受，戀愛失敗時則躲入自築的卵殼內消沉數日。安倍解決事件後，喜歡上安倍。
糯棒
配音：飛田展男
帚神，視稻田中的稻草人為摯友。某日田中起火因無力拯救目送友人焚毀而自責，此後深陷自己產生的泥沼和雲霧中無法離開該地。其所在田地的泥土會產生視對象（普通人類以外）而言臭不可聞或奇香無比的氣味，並使得妖怪的體積巨大化。
豬柄嶽夕日瀧翁神
配音：西村知道
年老的妖怪，人類奉祀為神。向妖怪庵引介友利。通稱翁（おぎな），手中有時會拿著小荷葉。時常會委託怪物庵驅除其他妖怪。
友利
配音：三石琴乃
外形如海狗的盲眼妖怪。可以自看到妖怪的人類身上借來數日的視力，人類方會短暫失去見妖能力（大約2～3天）。花繪因為同情，將自己的視力借出並因失去看見妖怪的能力而感到落寞。
黃豆粉
配音：金井美香
彌彥在森林玩耍時發現，只有手掌大小的妖怪。與彌彥關係要好，但在練習幻化形體時消耗過多力量險些消失，考量其身體狀況後，彌彥等人決定將其送回隱世。

## 出版書籍
| 卷數   | 史克威爾艾尼克斯 | 史克威爾艾尼克斯       | 青文出版社     | 青文出版社             |
| 卷數   | 發售日期         | ISBN                   | 發售日期       | EAN / ISBN             |
| ------ | ---------------- | ---------------------- | -------------- | ---------------------- |
| 1      | 2014年6月21日    | ISBN 978-4-7575-4252-5 | 2016年4月14日  | EAN 471-8016-01831-0   |
| 2      | 2014年9月22日    | ISBN 978-4-7575-4417-8 | 2016年6月16日  | EAN 471-8016-01871-6   |
| 3      | 2015年2月21日    | ISBN 978-4-7575-4557-1 | 2016年7月11日  | EAN 471-8016-01901-0   |
| 4      | 2015年5月22日    | ISBN 978-4-7575-4644-8 | 2016年8月11日  | EAN 471-8016-01927-0   |
| 5      | 2015年11月21日   | ISBN 978-4-7575-4798-8 | 2016年9月12日  | EAN 471-8016-01976-8   |
| 6      | 2016年6月22日    | ISBN 978-4-7575-5015-5 | 2016年10月19日 | EAN 471-8016-02025-2   |
| 7      | 2016年9月21日    | ISBN 978-4-7575-5089-6 | 2017年4月17日  | EAN 471-8016-02265-2   |
| 8      | 2017年3月22日    | ISBN 978-4-7575-5278-4 | 2017年11月22日 | EAN 471-8016-02650-6   |
| 9      | 2017年8月22日    | ISBN 978-4-7575-5443-6 | 2019年1月19日  | ISBN 978-986-356-524-6 |
| 10     | 2018年1月22日    | ISBN 978-4-7575-5589-1 | 2019年3月11日  | ISBN 978-986-356-825-4 |
| 11     | 2018年6月22日    | ISBN 978-4-7575-5750-5 | 2019年5月6日   | ISBN 978-986-356-933-6 |
| 12     | 2018年12月21日   | ISBN 978-4-7575-5949-3 | 2019年7月15日  | ISBN 978-986-356-971-8 |
| 13     | 2019年3月22日    | ISBN 978-4-7575-6054-3 | 2019年11月14日 | ISBN 978-986-512-118-1 |
| 14     | 2019年9月12日    | ISBN 978-4-7575-6284-4 | 2020年5月21日  | ISBN 978-986-512-348-2 |
| 15     | 2020年2月12日    | ISBN 978-4-7575-6501-2 | 2020年10月22日 | ISBN 978-986-512-559-2 |
| 16     | 2020年8月11日    | ISBN 978-4-7575-6796-2 | 2023年5月2日   | ISBN 978-626-340-065-8 |
| 17     | 2021年2月12日    | ISBN 978-4-7575-7092-4 | 2023年5月2日   | ISBN 978-626-340-227-0 |
| 18     | 2021年7月12日    | ISBN 978-4-7575-7367-3 | 2023年5月2日   | ISBN 978-626-340-335-2 |
| 公式書 |                  |                        |                |                        |
| 6.5    | 2016年6月22日    | ISBN 978-4-7575-5016-2 |                |                        |
| 18.5   | 2021年7月12日    | ISBN 978-4-7575-7368-0 |                |                        |

## 電視動畫
2016年2月公佈電視動畫化，並於2016年6月28日開始播出。台灣隔年由緯來日本台播過第1季。

### 製作人員
|                | 第1期                        | 第2期                             |
| -------------- | ---------------------------- | --------------------------------- |
| 原作           | ワザワキリ                   | ワザワキリ                        |
| 監督           | 岩永彰                       | 川崎逸朗                          |
| 副監督         | -                            | 川西泰二                          |
| 系列構成、劇本 | 吉岡孝夫                     | 吉岡孝夫                          |
| 人物設定       | 影山あつこ                   | あおばみずき                      |
| 道具設計       | 宮川治雄                     | 宮川治雄                          |
| 妖怪設計       | 久我嘉輝                     | 久我嘉輝 長谷川早紀               |
| 標誌設計       | 澤田雅子                     | 澤田雅子                          |
| 總作畫監督     | 石橋有希子                   | 石橋有希子 あおばみずき           |
| 美術設計       | 中島美佳                     | 佐藤正浩                          |
| 美術監督       | 小野智廣                     | 佐藤正浩 千葉薫                   |
| 色彩設計       | 阿部みゆき                   | 阿部みゆき                        |
| 攝影監督       | 安西良行                     | 安西良行                          |
| CG監督         | 伊東巧右平                   | 井崎正裕                          |
| 3D CGI         | Dandelion Animation Studio   | Dandelion Animation Studio        |
| 編集           | 佐佐木紘美                   | 佐佐木紘美                        |
| 音響監督       | 森下廣人                     | 森下廣人                          |
| 音樂           | 高梨康治                     | 市川淳                            |
| 音樂製作人     | -                            | 澁谷知子 事務員G                  |
| 音樂製作       | 德間日本傳播 YTE             | -                                 |
| 動畫製作       | Pierrot PLUS                 | Pierrot PLUS                      |
| 製作           | 「不愉快的妖怪庵」製作委員會 | 「不機嫌なモノノケ庵2」製作委員会 |

### 主題曲
第一季
片頭曲
作詞、作曲、主唱：The Super Ball
片尾曲
作詞、作曲：宮原康平，編曲：立山秋航，主唱：蘆屋花繪（梶裕貴）、安倍晴齋（前野智昭）
第二季
片頭曲
作詞、作曲、編曲：堀江晶太，主唱：mono palette
片尾曲
作詞、作曲、編曲：はるまきごはん，主唱：ウォルピスカーター

### 各話列表
| 話數     | 日文標題 | 中文標題 | 分鏡              | 演出             | 作畫監督                                                                             |
| 第一季   | 第一季   | 第一季   | 第一季            | 第一季           | 第一季                                                                               |
| -------- | -------- | -------- | ----------------- | ---------------- | ------------------------------------------------------------------------------------ |
| 一之怪   |          | 厄始     | 岩永彰            | 小高義規         | 清水勝祐、吉岡佳宏、岡崎伸浩                                                         |
| 二之怪   |          | 蟻犠     | 佐藤光敏          | 小高義規         | Kim Yoon Jung                                                                        |
| 三之怪   |          | 禪子     | 吉川志我津 岩永彰 | 吉川志我津       | 熊田明子                                                                             |
| 四之怪   |          | 隱世     | 影山楙倫          | 所俊克           | 佐藤勝行、Lim Chae Deok Pare Jong Jun                                                |
| 五之怪   |          | 法池     | 高本宣弘          | 高本宣弘         | Heu Hye Jung、Choi Nak Jin                                                           |
| 六之怪   |          | 輪求     | 岩永彰            | 小高義規         | 清水勝祐、吉岡佳宏、有泉洋子                                                         |
| 七之怪   |          | 逢遭     | 佐藤光敏          | 佐藤光敏         | Kim Yoon Jung、Lee Jong Kyung                                                        |
| 八之怪   |          | 待延     | 影山楙倫          | KUGATSU 伊部勇志 | 熊田明子、鈴木彩子                                                                   |
| 九之怪   |          | 隔段     | 岩永彰            | 高本宣弘         | Heu Hye Jung、Choi Nak Jin                                                           |
| 十之怪   |          | 木偶     | 影山楙倫          | 前屋俊宏         | 桑島望、德川惠梨、永井泰平 Park Youn Ok                                              |
| 十一之怪 |          | 紫陽     | 福島利規          | 佐藤光敏         | Kim Yoon Jung、Lee Jong Kyung                                                        |
| 十二之怪 |          | 憂離     | 小高義規          | 小高義規         | 清水勝祐、吉岡佳宏、有泉洋子                                                         |
| 十三之怪 |          | 團圓     | 岩永彰            | 岩永彰           | Heu Hye Jung                                                                         |
| 第二季   |          |          |                   |                  |                                                                                      |
| 一之怪   |          | 肢簾     | 川崎逸朗          | 川西泰二         | 長谷川早紀、Hue Hey Jung Kim Kyoung Hwan、Kim Yoon Joung                             |
| 二之怪   |          | 尾鳴     | 高田淳            | ながはまのりひこ | Lee Sang Jin、佐佐木敏子 梶浦紳一郎、大久保歩美                                      |
| 三之怪   |          | 行拶     | 小野勝巳          | 福田皖           | Hue Hey Jung                                                                         |
| 四之怪   |          | 臼舂     | 夕澄慶英!         | 川西泰二         | Kim Kyoung Hwan、Kim Yoon Joung                                                      |
| 五之怪   |          | 虎入     | 川崎逸朗          | 佐佐木純人       | 高橋宏郁 河本華穂、山本道隆 谷口繁則、森谷春樹 野村美織、今泉竜太 平野翔、渡邉一平太 |
| 六之怪   |          | 光芽     | 川崎逸朗          | ながはまのりひこ | Hue Hey Jung                                                                         |
| 七之怪   |          | 橫好     | 川崎逸朗          | ながはまのりひこ | Kim Kyoung Hwan、Kim Yoon Joung 青鉢芳信                                             |
| 八之怪   |          | 脫羅     | 川崎逸朗          | 富永恒雄         | 松本文男                                                                             |
| 九之怪   |          | 榮影     | 増田敏彦          | 佐佐木純人       | 今泉竜太、中野人志 高橋宏郁、河本華穂 森谷春樹、谷口繁則 平野翔                      |
| 十之怪   |          | 黑遣     | 今泉賢一          | 安江菜津美       | Hue Hey Jung、長谷川早紀                                                             |
| 十一之怪 |          | 掃居     | 川崎逸朗          | ながはまのりひこ | Kim Hyun Ok、Lee Sang Jin                                                            |
| 十二之怪 |          | 上蜘     | 川崎逸朗          | 福田皖           | Hue Hey Jung                                                                         |
| 十三之怪 |          | 翻寧     | 川崎逸朗          | 川西泰二         | Kim Kyoung Hwan、Kim Yoon Joung                                                      |

### 藍光與DVD
| 卷數   | 發售日期      | 收錄話數       | 規格編號   | 規格編號   |
| 卷數   | 發售日期      | 收錄話數       | 藍光       | DVD        |
| 第一季 | 第一季        | 第一季         | 第一季     | 第一季     |
| ------ | ------------- | -------------- | ---------- | ---------- |
| 1      | 2016年9月7日  | 第1話~第3話    | TKXA-1101  | TKBA-5331  |
| 2      | 2016年10月5日 | 第4話、第5話   | TKXA-1102  | TKBA-5332  |
| 3      | 2016年11月2日 | 第6話、第7話   | TKXA-1103  | TKBA-5333  |
| 4      | 2016年12月7日 | 第8話、第9話   | TKXA-1104  | TKBA-5334  |
| 5      | 2017年1月11日 | 第10話、第11話 | TKXA-1105  | TKBA-5335  |
| 6      | 2017年2月8日  | 第12話、第13話 | TKXA-1106  | TKBA-5336  |
| BOX    | 2018年2月21日 | 全13話         | TKXA-1130  | 不適用     |
| 第二季 |               |                |            |            |
| 1      | 2019年4月3日  | 第1話~第3話    | VPXY-71697 | VPBY-14814 |
| 2      | 2019年5月15日 | 第4話~第6話    | VPXY-71698 | VPBY-14815 |
| 3      | 2019年6月12日 | 第7話~第9話    | VPXY-71699 | VPBY-14816 |
| 4      | 2019年7月17日 | 第10話~第13話  | VPXY-71700 | VPBY-14817 |

### 播放電視台
日本深夜動畫：下文記載的日本国内播放時間使用日本標準時間（UTC+9）表示。因為部分時間标识會採用30小时制，因此請留意这类超过24:00的时间，其實際播放時間為翌日清晨。
| 播放地區   | 播放電視台 | 播放日期               | 播放時間（UTC+9）         | 所屬聯播網 | 備註       |
| ---------- | ---------- | ---------------------- | ------------------------- | ---------- | ---------- |
| 日本全國   | AT-X       | 2016年6月28日－9月20日 | 星期二 23時30分－24時00分 | 衛星電視   | 有重播     |
| 東京都     | TOKYO MX   | 2016年7月3日－9月25日  | 星期日 22時00分－22時30分 | 獨立局     |            |
| 近畿廣域圈 | 讀賣電視台 | 2016年7月4日－9月26日  | 星期一 27時10分－27時40分 | 日本電視網 | MANPA節目  |
| 中京廣域圈 | 中京電視台 | 2016年7月5日－9月27日  | 星期二 26時42分－27時12分 | 日本電視網 |            |
| 日本全國   | BS11       | 2016年7月5日－9月27日  | 星期二 27時00分－27時30分 | 衛星電視   | ANIME+節目 |

## 舞台劇
舞台劇預定於2016年9月6日至11日在日本赤坂RED/THEATER上演。

## 外部連結
- 不愉快的妖怪庵 － GANGAN ONLINE連載中作品（页面存档备份，存于）（日語）
- 電視動畫「不愉快的妖怪庵」官方網頁 （页面存档备份，存于）（日語）
- 電視動畫「不愉快的妖怪庵 續」官方網頁 （页面存档备份，存于）（日語）
- 電視動畫「不愉快的妖怪庵」官方的X（前Twitter）（日語）
- 舞台劇「不愉快的妖怪庵」網頁（日語）